# Geismar (Eichsfeld)

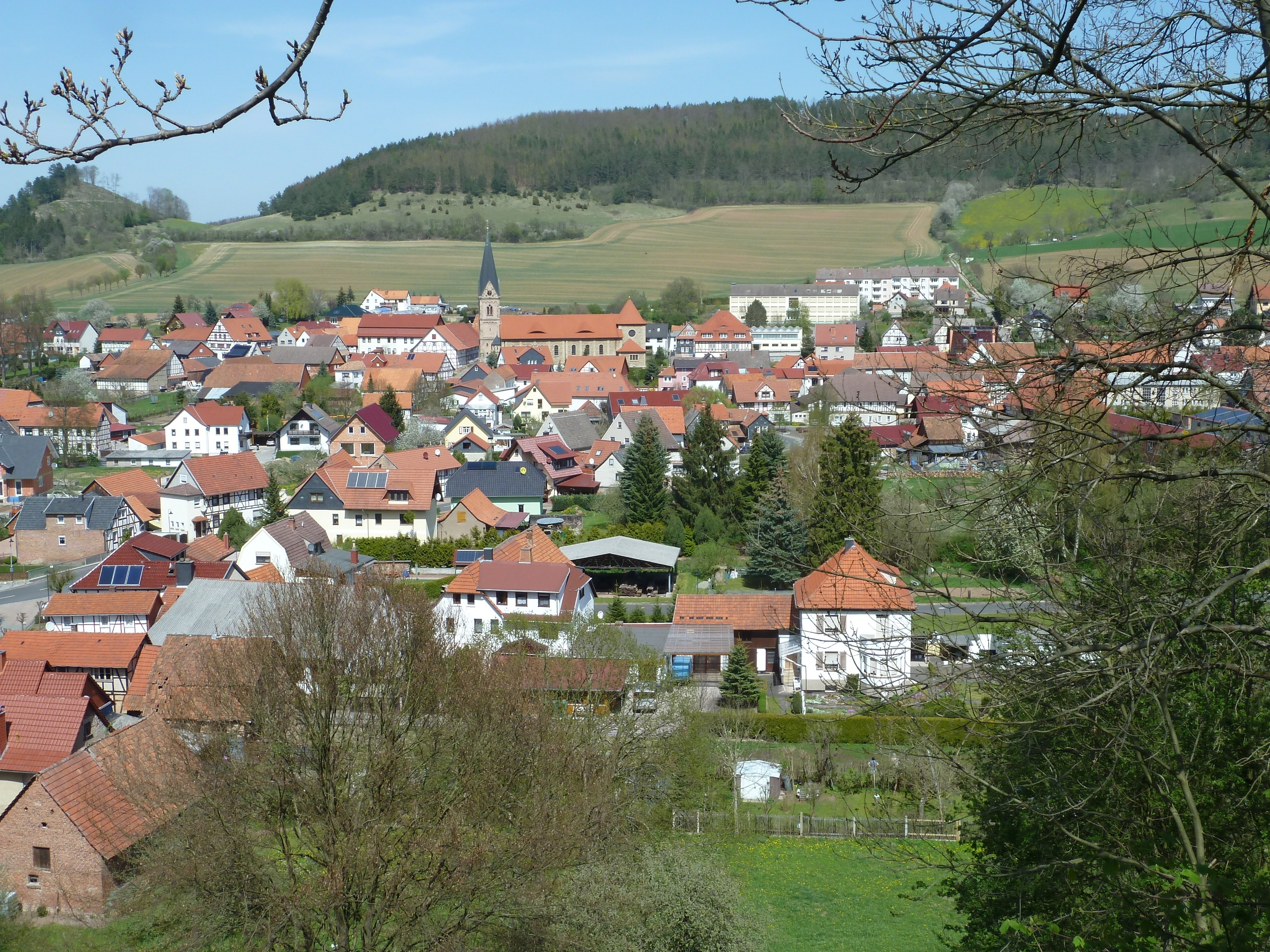

Geismar is een gemeente in de Duitse deelstaat Thüringen, en maakt deel uit van de Landkreis Eichsfeld.
Geismar telt 1.067 inwoners.